# Santa Eulàlia de Vilapicina
Santa Eulàlia de Vilapicina  és un antic llogaret (actualment al barri del Turó de la Peira) que pertanyia al municipi de Sant Andreu del Palomar fins que aquest fou agregat a Barcelona el 1897. Les restes d'aquest conjunt, que inclou el santuari d'aquest nom i la masia de Can Basté (actualment un centre cívic), del segle xviii, i l'antic hostal de Ca n'Artés (probablement del segle xv), estan catalogades com a bé cultural d'interès local.

## Història

### De l'església preromànica alseglexviii
Anteriorment ja existia en aquest lloc una capella preromànica dedicada a Santa Eulàlia, documentada l'any 991 gràcies a una venda al terme de Villa Picinna, la qual limitava a l'oest amb la terra de Santa Eulàlia. A l'interior de la capella hi ha elements constructius de la primitiva església i fins i tot restes d'un lacus romà derivat d'un assentament anterior. En una escriptura del 22 gener del 1034 consta que Arnau Vidal d'Horta va adquirir un alou format per l'església de Santa Eulàlia, i algunes cases, terres i vinyes. El 1064, el mateix Arnau Vidal va donar les seves propietats a Vilapicina al bisbe de Barcelona.
Una acta de visita pastoral de 1413 cita la capella com a sufragània de la parròquia de Sant Andreu de Palomar, aleshores un poblat del pla de Barcelona. El pas dels múltiples exèrcits que van assetjar la ciutat de Barcelona durant els segles xvi i xvii van provocar desperfectes al temple, i hi ha constància de dues restauracions importants, el 1562 i el 1637.
A principis del segle xviii, l'església havia donat nom a un llogaret rural, format per diverses masies disperses en un territori de camps i vinyes. No van triar el lloc al costat de l'església per casualitat, ja que Era el punt de confluència de dues importants vies: l'antic camí de Sant Andreu de Palomar a Sant Joan d'Horta i l'anomenat camí de Sant Iscle, que anava fins a Cerdanyola del Vallès passant per la font de Santa Eulàlia, prop de la masia de Can Masdeu.

### Església moderna
A causa de l'estat de deteriorament del temple i l'increment de feligresos, el 1781 els veïns més distingits de Vilapicina impulsaren una reedificació. Finançat per subscripció popular, es va construir l'actual santuari neoclàssic, canviant l'orientació de la planta de forma perpendicular a l'antiga disposició. Alhora, es va construir el pont que uneix l'església amb Can Basté. La construcció va acabar el 10 d'agost del 1782.
Davant el creixement demogràfic, el 31 de desembre de 1866, el bisbe Pantaleó Montserrat i Navarro va erigir la capella de Santa Eulàlia com a parròquia segregada i Can Basté es va rehabilitar com a rectoria. El 1885, el rector Narcís Cot, considerant que la parròquia havia quedat petita, va encarregar a l'arquitecte Josep Domènech i Estapà la construcció d'un nou temple, que es va aixecar a un centenar de metres de distància, en uns terrenys cedits per Josepa Solà al costat de la Rambla de Santa Eulàlia (avui Passeig de Fabra i Puig). El 1905, l'església va perdre l'estatut de parròquia en benefici del nou temple.
A partir d'aquesta data, l'església antiga va restar limitada a la celebració de catequesi i alguns actes populars. El 1927 es va urbanitzar i enjardinar la placeta davant de la porta principal. Nou anys després, el temple va patir els estralls de la Guerra Civil. El 25 de juliol del 1936, l'església va ser saquejada i se'n van cremar els altars i les imatges a la placeta davant del temple. Poc després van ser assassinats el vicari, mossèn Josep Juncosa, i el mestre de l'escola parroquial, Francesc de Paula Garí. També la parròquia nova va ser saquejada i cremada durant el conflicte bèl·lic, de manera que a la fi de la contesa, el 1939, l'església vella va haver de ser habilitada temporalment per al culte. Després, el temple va quedar oblidat i abandonat durant anys, fins que un grup de seminaristes en va impulsar la recuperació i restauració a la fi dels anys 1960. El 12 de febrer del 1969, dia de Santa Eulàlia, es va restablir el culte a l'església vella, que va rebre el títol de Santuari de Santa Eulàlia.
A principis dels anys 2000, els veïns hi van organitzar múltiples activitats (botifarrades, concerts, etc.) per a recaptar fons per rehabilitar el santuari. Les obres, finalitzades el 2004, van consistir en l'arranjament de la teulada i del cor i la recuperació dels esgrafiats de la façana principal. Actualment, el santuari només funciona per a la missa dominical i el primer divendres de cada mes, quan s'hi celebra una eucaristia dedicada als difunts. Alberga també classes de catequesi i alguns col·lectius que promouen activitats culturals, com un grup de teatre i una coral.

## Església
És un edifici d'estil neoclàssic, sobri i senzill. Consta d'una única nau, amb coberta d'arc faixó. Es conserven restes de l'anterior temple romànic, aixecat al seu torn, amb elements constructius d'època romana; es poden observar a la façana lateral, sota el pont que uneix l'església amb Can Basté, i a la capella interior, anomenada del Santíssim, que es troba en el que era l'absis del temple antic. A la part posterior de la capçalera, a més, es pot observar una espècie de pedrís o banqueta que hi ha entre els pilars de suport de l'arc. La part superior de la banqueta es correspon a la superfície d'un paviment d'opus signinum, d'uns 18 cm de gruix i d'una gran qualitat, que amb tota seguretat pertanyia a les instal·lacions o dependències d'una vil·la romana.
La façana està decorada amb esgrafiats, al voltant d'un òcul, en què apareix la creu de Santa Eulàlia i uns àngels. Entre l'òcul i el portal rectangular hi ha una fornícula amb la imatge de la santa. A la llinda de la porta d'entrada hi ha la inscripció SACELLUM HOC RAEDIFICATUM FUIT VICINORUM SUMTIBUS ANNO 1782, que fa referència a la reconstrucció del temple, el 1782, sufragada pels veïns. Corona la façana un campanar, format per un petit cos amb arcs, i coronat per florons de ceràmica vidrada verda.

### Intervencions arqueològiques
A finals dels anys 1950, el Servei Provincial d'Arqueologia, sota la direcció de Josep de Calassanç Serra i Ràfols, va excavar dues sitges immediates al camí antic d'Horta, molt properes a l'absis de l'església. Sembla que una sitja havia estat escapçada per l'eixamplament del camí. Aquesta tenia una profunditat d'uns 1,20 m, amb una amplada en el punt màxim d'1,05 m, i era totalment reomplerta de terres i restes diverses, tot formant quatre estrats diferents que oferiren materials ceràmics dels segles x-xi i del xiv. La segona sitja, separada 1,60 m del talús del camí, era de dimensions similars i proporcionà material ceràmic dels segles xv-xvi.